# 阿部弘樹
阿部 弘樹（あべ ひろき、1961年〈昭和36年〉12月15日 - ）は、日本の政治家、精神科医、神職。日本維新の会所属の衆議院議員（2期）。津屋崎町長（1期）、福岡県議会議員（3期）を務めた。法務委員会委員。

## 来歴
津屋崎町（現・福津市）の神職の家に生まれる。神社の庭掃除の傍ら病気回復を願う多くの高齢者を間近にし、自身も体が弱く医師を志した。熊本大学医学部を卒業しウィーン大学研究所留学を経て熊本大学大学院医学研究科修了。熊本県庁、粕屋保健所、旧厚生省精神保健福祉課などで勤務し39歳の若さで地元の町長に転身。
2005年に津屋崎町が福間町と合併し、福津市が発足すると、同年の市長選挙に立候補するが、落選。同年4月より河野正美が理事長を務める河野病院の副院長に就任し、2007年11月より院長を務めた。2009年2月の福岡県議会議員補欠選挙に立候補し、当選。2011年の県議選では自由民主党公認で立候補し、民主党が擁立した越本隆志を破り再選。2015年の県議選では無投票で再選。2019年の県議選でも自民党公認で立候補したが、党市支部が新人の元市消防団長、吉田浩一を推薦する保守分裂選挙となり、吉田に敗れ落選。
2021年10月の第49回衆議院議員総選挙では福岡4区から日本維新の会公認で立候補し、小選挙区では自民党の宮内秀樹らに敗れ3位となるも、重複立候補していた比例九州ブロックで復活し、初当選。
2022年4月には維新の福岡県総支部の代表に就任したが、2023年6月3日の県総支部の代表選挙では天野浩福岡市議会議員に敗れ、同日付で退任した。
2024年10月の第50回衆議院議員総選挙では福岡4区から日本維新の会公認で立候補し、小選挙区では自民党の宮内らに敗れ3位となるも、比例復活で再選。

## 選挙歴
| 当落 | 選挙                         | 執行日         | 年齢 | 選挙区       | 政党         | 得票数    | 得票率 | 定数 | 得票順位 /候補者数 | 政党内比例順位 /政党当選者数 |
| ---- | ---------------------------- | -------------- | ---- | ------------ | ------------ | --------- | ------ | ---- | ------------------ | ---------------------------- |
| 当   | 2000年津屋崎町長選挙         | 2000年12月23日 | 39   | ーー         | 無所属       | 3884票    | 48.99% | 1    | 1/3                | /                            |
| 落   | 2005年福津市長選挙           | 2005年3月6日   | 43   | ーー         | 無所属       | 9589票    | 36.31% | 1    | 2/3                | /                            |
| 当   | 2009年福岡県議会議員補欠選挙 | 2009年2月8日   | 47   | 福津市選挙区 | 無所属       | 1万1666票 | 45.54% | 1    | 1/3                | /                            |
| 当   | 2011年福岡県議会議員選挙     | 2011年4月10日  | 49   | 福津市選挙区 | 自由民主党   | 1万1860票 | 59.04% | 1    | 1/2                | /                            |
| 当   | 2015年福岡県議会議員選挙     | 2015年4月12日  | 53   | 福津市選挙区 | 自由民主党   | ーー票    | ーー   | 1    | /1                 | /                            |
| 落   | 2019年福岡県議会議員選挙     | 2019年4月7日   | 57   | 福津市選挙区 | 自由民主党   | 9843票    | 42.23% | 1    | 1/2                | /                            |
| 比当 | 第49回衆議院議員総選挙       | 2021年10月31日 | 59   | 福岡県第4区  | 日本維新の会 | 3万6998票 | 19.04% | 1    | 3/4                | 1/2                          |
| 比当 | 第50回衆議院議員総選挙       | 2024年10月27日 | 62   | 福岡県第4区  | 日本維新の会 | 3万4572票 | 16.92% | 1    | 3/6                | 1/1                          |